# 丸山雅夫 (競馬)
丸山 雅夫（まるやま まさお、1948年10月27日 - ）は、日本の元騎手・元調教助手。

## 経歴

### 1960年代
馬事公苑花の15期生の一人であり、柴田政人・岡部幸雄・福永洋一・伊藤正徳と同期である 。
1968年3月2日の京都第2競走4歳未勝利・サモアで初騎乗（9頭中7着）を果たすと、12月14日の阪神第4競走障害4歳未勝利・アサヒハローで初勝利を挙げる。同28日の阪神第11競走4歳以上80万下・ゴールデンドアーで平地初勝利も挙げ、1年目の同年は2勝をマーク。
2年目の1969年には9月6日の阪神第3競走障害4歳以上未勝利でコウエイオーに騎乗した際、ダテストレイトポロに騎乗していた同期の石井正善が最初の障害で飛越に失敗して落馬し、同期の日高三代喜と共に石井の落馬に気付いてショックを受けながらも最後まで完走。レースでは日高騎乗のニチアオーを10馬身離して勝利し、この勝利も含めて、同年には初の2桁勝利となる10勝をマーク。

### 1970年代
3年目の1970年にはダイニイズモで阪神障害ステークス（秋）2着に入り、11月7日・8日の京都で初の2日連続勝利を挙げる。
1971年には8月21日の小倉で初の1日2勝を挙げ、2年ぶりの2桁勝利となる12勝をマーク。
1972年には2年連続2桁勝利の10勝をマークし、1973年には前年の桜花賞馬アチーブスターに2度騎乗したほか、1974年にはシャダイシュバリエで優駿牝馬、ワイエムカスガで東京優駿に騎乗。
1975年には同年から障害に転向した後の名障害馬ファンドリナイロで2勝したほか、ダイゴキヨタニで桜花賞に騎乗。
1976年には6月5日の京都第6競走淀障害ステークスで開業1年目の須貝彦三厩舎に移籍したファンドリナイロに騎乗し、12頭中11番人気の同馬を勝利に導くと同時に須貝に開業初勝利をもたらした。
北橋修二から乗り替わったアサヒリマンドでは重賞昇格前の小倉3歳ステークスでは7頭中5番人気で2着に入り、京都3歳ステークスでは6頭中6番人気で制した。
阪急杯ではニシヤマキングで5着に入り、レースは日高のヤマニンファバーが福永のジョニーエンジェルをアタマ差交わして勝利、4着には作田誠二のタイムサシが入るなど、15期生が掲示板に4人も入った。
アラブ大賞典（秋）では浅見国一厩舎のニシヤマチェスで2着に入り、1976年は4年ぶりの2桁勝利となる12勝をマーク。
1977年には自己最低の2勝に終わるが、1978年10月28日の福島第7競走4歳以上300万下で11頭中11番人気のチクヨウに騎乗して枠連万馬券を演出し、1979年には3年ぶりの2桁で自己最多の14勝をマーク。

### 1980年代
1980年には高橋成忠厩舎の重賞及びGI級レース・クラシック初出走となったきさらぎ賞と桜花賞のタマハッコウに騎乗し 、2年連続で最後の2桁となる10勝をマーク。
1981年の第1回ジャパンカップと同日に行われた京阪杯では13頭中13番人気のヒサゴサンユウシで3着に入り、同馬では明けて1982年1月10日の京都第10競走寿賞ではハッピープログレスの3着に入った。
1987年12月20日の阪神第6競走3歳新馬ではモンテプリンス産駒グレートモンテで勝利し、1988年には後に100戦を達成するスペインランドに騎乗。
1988年10月20日の京都第6競走4歳以上400万下・グレートドラゴンで最後の勝利を挙げ、1989年1月29日の小倉第10競走平尾台特別・メイショウマサムネ（12頭中2着）を最後に現役を引退。

### 引退後
引退後は高橋成厩舎の調教助手を務め、高橋の実子で調教助手であった高橋義忠と共にメイショウサムソンを担当。
退職後の2012年には福永洋一記念当日の高知で開かれた花の15期生の同期会に参加し、洋一を囲んでの会見ではエピソードを語った 。

## 騎手成績
| 通算成績 | 1着 | 2着 | 3着 | 4着以下 | 出走回数 | 勝率 | 連対率 |
| -------- | --- | --- | --- | ------- | -------- | ---- | ------ |
| 計       | 146 | 187 | 200 | 1603    | 2136     | .068 | .172   |